# Jaume Pujagut

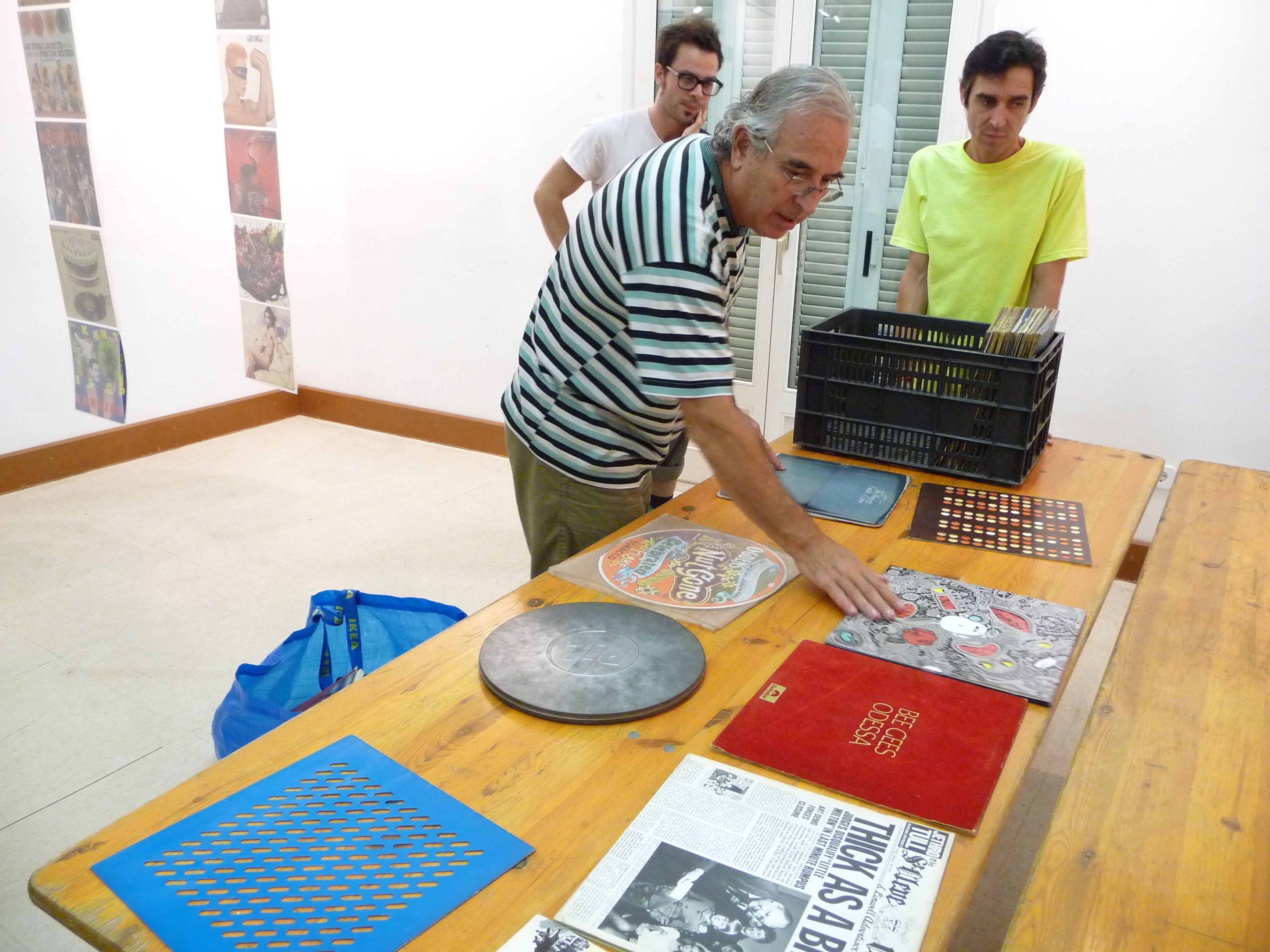
Jaume Pujagut montando una exposición de su colección de cubiertas de discos de vinilo en la Festa del Grafisme 2011. Portbou, Gerona

Jaume Pujagut Grau (12 de agosto de 1951, Barcelona, España)[cita requerida] es un especialista en artes gráficas, diseñador gráfico independiente y teórico sobre diseño. Es profesor en el centro de diseño BAU, donde coordina el Departamento de Gráfico del Grado en Diseño, y en la Escuela Massana; anteriormente trabajó en la escuela de diseño EINA hasta el 2000 e IDEP hasta 2006. Es miembro fundador del colectivo de diseño gráfico Grrr, y ha promocionado múltiples iniciativas de difusión del diseño gráfico, como la Festa del Grafisme en Portbou, o la Typo Week, organizada por la escuela superior de diseño de Barcelona. Fue miembro de la junta directiva de la ADG-FAD entre 1997 y 2004.
También fue comisario de la exposición Gràfiques Ocultes (2003) junto a Oscar Guayabero y autor del libro Gurus del disseny (Bau Ed., colección de Disseny, Barcelona, 2008), coautor del libro Laus 05 e impulsor de la revista Grrr. Ha publicado escritos en diversas revistas: On, De Diseño, Ardi, Grrr, ADGText, Neo2, Visual, Discòlic, Diseño Gráfico con Mariscal, colección 10 x 14 y ha colaborado en el programa Tendències de COMRàdio.